# Sam Roi Yot (huyện)
Sam Roi Yot(tiếng Thái: สามร้อยยอด) là một huyện (amphoe) ở phía bắc của tỉnh Prachuap Khiri Khan, miền trung Thái Lan.

## Lịch sử
Tiểu huyện (king amphoe) Sam Roi Yot đã được thành lập vào ngày 1 tháng 4 năm 1995 thông qua việc tách tambon Rai Kao, Sila Loi và Sam Roi Yot từ huyện Pran Buri.
Ngày 7 tháng 9 năm 1995, tambon Sala Lai được thành lập thông qua việc tách 6 muban từ Rai Kao. Ngày 1 tháng 1 năm 1996, tambon Rai Mai được chuyển từ huyện Kui Buri sang tiểu huyện này.
Theo quyết định ngày 1 tháng 5 năm 2007 của chính phủ Thái Lan, tất cả 81 tiểu huyện sẽ được nâng thành huyện. Với việc đăng công báo hoàng gia ngày 24 tháng 8, việc nâng cấp này thành chính thức.

## Địa lý
Các huyện giáp ranh là: Pran Buri về phía bắc và Kui Buri về phía nam. Về phía tây là vùng Tanintharyi của Myanmar, về phía đông là vịnh Thái Lan.
Tại bờ vịnh là Vườn quốc gia Khao Sam Roi Yot, được lập năm 1966.

## Hành chính
Huyện này được chia ra thành 5 phó huyện (tambon), các đơn vị này lại được chia thành 41 làng (muban). Có 2 thị trấn (thesaban tambon) - Rai Kao nằm trên một phần của tambon Rai Kao và Sala Lai, còn Rai Mai nằm trên một phần tambon cùng tên.
| STT. | Tên         | Tên Thái  | Số làng | Dân số |  |  |
| 1.   | Sam Roi Yot | สามร้อยยอด | 9       | 6.943  |  |  |
| 2.   | Sila Loi    | ศิลาลอย    | 9       | 10.489 |  |  |
| 3.   | Rai Kao     | ไร่เก่า     | 8       | 12.778 |  |  |
| 4.   | Salalai     | ศาลาลัย    | 8       | 7.184  |  |  |
| 5.   | Rai Mai     | ไร่ใหม่     | 7       | 8.649  |  |  |